# التجارة في الدولة السعودية الثانية
نشطت الحركة التجارية بالدولة السعودية الثانية بين أقاليم الدولة وبين الفئات المختلفة من السكان، فكان نتيجة ذلك؛ ظهور الحركة التجارية الداخلية والخارجية.

## التجارة الداخلية
ويقصد بها حركة البيع والشراء داخل بلدان الدولة السعودية الثانية. وتنقسم التجارة الداخلية إلى:

### تجارة محلية
ويقصد بها عملية التبادل والتعامل التجاري بين المنتج والمستهلك في المنطقة أو في البلد الواحد.

### تجارة إقليمية
ويقصد بها عملية التبادل التجاري بين بلدة من بلدان المنطقة وبلدة أخرى كالتجارة بين القصيم ومنطقة الجبل مثلاً، أو بين الحاضرة والبادية في الدولة الواحدة.
وكانت الحركة التجارية الداخلية نشطة بين جميع أقاليم الدولة وعبر الفئات المختلفة لسكانها، فكان بينهم نوعاً من التبادل التجاري راجت من خلاله التجارة الداخلية وبلغت مكانة مرموقة؛ خاصة بعد أن ظهر الكثير من المراكز التجارية المهمة في الدولة ساهمت في عملية التبادل التجاري. فمن أشهر المراكز التجارية:

### الرياض
تحتل الرياض مركزًا مهمًا في الدولة، وسكانها أهل تجارة؛ فكانت التجارة منتعشه بشكل كبير خاصة بأن السوق يقع في وسط المدينة، فأصبحت القوافل في حركة دائبة ومستمرة وانتشرت الدكاكين والمحلات التجارية. حيث كانت تُجلب إليها أنواع مختلفة من البضائع كالأغراض المنزلية والحيوانات من إبل وبقر وغنم، وكذلك أنواع الحبوب المختلفة والدهن والحطب والبن والهيل، وجميع أنواع الأقمشة وغيرها الكثير. إضافة إلى ذلك انتشرت في العاصمة أماكن للحدادين والجواهرجية وصناع الأحذية، بالإضافة للكثير من الأعمال المختلفة التي مكنت العاصمة من الانتعاش التجاري. 

### منطقة القصيم
وكانت تعتبر القصيم حلقة وصل تجاري بين شمال الجزيرة وجنوبها وشرقها وغربها، ويعود ذلك لعدة أسباب منها:
- توسط المنطقة في شبه الجزيرة العربية.
- استقرار المملكة سياسياً.
- أنها ملتقى لعدة طرق تجارية.
- طبيعة اَهلها التجارية.

لذلك فقد اشتهرت بأسواقها التجارية المهمة التي تضاهي أسواق المناطق الأخرى فساهم ذلك في رواج النشاط التجاري لكل من بريدة وعُنيزة حيث كانت المدينتان من أكبر المراكز التجارية على الصعيد الداخلي والخارجي للدولة، وكان هذا النشاط يشمل جميع البضائع على اختلاف أنواعها وأشكالها سواء كانت منتجات حيوانية أم زراعية أم كماليات أخرى.

### منطقة جبل شمر
وهي لا تقل عن تلك المدن من حيث الأهمية التجارية، فكانت العلاقة بين كل بلدة من بلدان الجبل وأي بلدة أخرى أو بين حاضرته وباديته علاقة متبادلة بين الطرفين فكان المُنْتَج الزراعي يبيع إنتاجه لسكان بلدته وبالطرق التي يريدها وحسب السوق المحلية، ومع ذلك فقد كانت التجارة بين سكان منطقة الجبل وسكان المناطق المجاورة من أهم الأسس التي اعتمدت عليها الحياة الاقتصادية لسكان تلك المنطقة. 

### مدن الساحل الشرقي
- وفيها مراكز مهمة مثل القطيف والهفوف اللتين تعدان مراكز تجارية مهمة وسوقاً رئيسياً للمناطق المجاورة لها ومستودعاً للتجارة النجدية خاصة الهفوف ثم يأتي بعدها وبالدرجة الثانية القطيف، ولقد اشتهرت هذه المدن منذ أقدم العصور بتجارتها في التوابل والعطور واستخراج اللؤلؤ وكذلك إنتاج التمور مما ساعدها على بلوغ هذه المكانة المرموقة في عالم التجارة. واقتصرت تجارة هذه المناطق على الاستهلاك المحلي لبعض أنواع المواد الغذائية والأقمشة والتبغ والأدوات المنزلية وبعض البضائع الكمالية، وكانت السفن ترد إلى هذه المناطق في بعض المواسم من مناطق مختلفة من أجل شراء التمور واللؤلؤ.
- وعُرفت الأحساء أيضاً  بذات الواحات الزراعية الغنية التي كانت السبب الأول في نشاط التجارة بها، خاصة أن المنطقة تطل على الساحل الغربي للخليج العربي ذي الأهمية الأقتصادية الكبرى الذي يعد أحد الطرق التجارية البحرية المهمة التي تربط شبة الجزيرة العربية بالعالم الخارجي.

وخلاصة القول فقد كانت الحركة التجارية بين تلك المدن والقرى والبوادي في حركة مستمرة ونشطة بين جميع تلك الفئات، وكانت أسواق تلك المدن مليئة بمختلف أنواع البضائع للاتجار بها، فمنها:

### البضائع التجارية
- تجارة المنتجات الزراعية.
- تجارة المنتجات الحيوانية.
- تجارة الكماليات.

## التجارة الخارجية
ويقصد بها حركة البيع والشراء بين مناطق السعودية الثانية من جهة وبين الدول المجاورة لها من جهة أخرى. لذلك فاقتصاد أي دولة يعتمد على نوع العلاقة بينها وبين الدول المجاورة لها. حيث إن التبادل التجاري بين الدول من أهم الأسس التي تقوم عليها الحياة الاقتصادية. فكانت تعتمد التجارة الخارجية على القوافل التجارية والرحلات البحرية.

### القوافل التجارية
اعتمدت التجارة الخارجية على القوافل التجارية وذلك بإرسالها إلى مختلف البلدان داخل الجزيرة العربية وخارجها، وتكون مصحوبة بما تنتجه البلاد من مختلف أنواع المنتجات. وكان لهذه القوافل ثلاثة أنواع، وهي على النحو الآتي:
- القوافل التجارية الداخلية.
- القوافل التجارية الخارجية.
- قوافل الحج.

### الرحلات البحرية
فمن البلدان التي ارتبطت معها الدولة السعودية الثانية بعلاقات تجارية بحرية، ما يلي:
- الهند.
- التجارة مع مشيخات الساحل الشرقي.
- التجارة مع البصرة.
- علاقاتها التجارية مع أفريقيا.